# Femtolitro
El femtolitro es una unidad de medida de volumen igual a 10-15 litro. Se abrevia fL o fl. 

## Equivalencias
Un femtolitro equivale al volumen de 1 μm3.

## Curiosidad
Un femtolitro de agua es una cantidad minúscula de agua, ya que en {\displaystyle 10^{-15}} gramos de agua tenemos sólo {\displaystyle 5,56\cdot 10^{-17}} moles de agua y multiplicando por el número de Avogadro concluimos que un femtolitro contiene {\displaystyle 33,5} millones de moléculas de agua.